# Qianlong shouhu
Qianlong („drak z Kuej-čou“) byl rod sauropodomorfního dinosaura, žijícího v období rané jury (geologický věk toark, asi před 183 až 174 miliony let) na území dnešní jižní Číny. Typový druh Qianlong shouhu byl formálně popsán na podzim roku 2023.

## Objev
Fosilie tohoto dinosaura byly objeveny v sedimentech geologického souvrství C’-liou-ťing (v přepisu pchin-jin Ziliujing) a mají podobu tří poměrně kompletních koster dospělých jedinců a pěti hnízdních snůšek s kostřičkami embryí. Významným zjištěním je fakt, že skořápky vajec těchto dinosaurů byly kožovité (podobně jako u dnešních plazů) a nikoliv vápenité a pevné (podobně jako u ptáků). Vajíčka těchto sauropodomorfů měla eliptický tvar.
Rodové jméno dinosaura Qianlong odkazuje k provincii Kuej-čou (v přepisu pchin-jin "Guizhou"), v níž byly fosilie objeveny, druhové shouhu znamená čínsky "chránící/opatrující" a odkazuje k dospělcům, kteří na tomto místě jakoby chránili své snůšky.

## Systematika
Qianlong spadal do kladů (vývojových skupin) Sauropodomorpha a Sauropodiformes, mezi jeho nejbližší příbuzné patřil rod Yunnanosaurus, který byl podle provedené fylogenetické analýzy také jeho sesterským taxonem. Dalšími vzdáleněji příbuznými rody byly čínské taxony Lufengosaurus a Xingxiulong, možná pak i pochybný taxon Pachysuchus.